# Gröbzig
Gröbzig è una frazione della città tedesca di Südliches Anhalt, situata nel land della Sassonia-Anhalt.
Fino al 31 agosto 2010 ha costituito un comune autonomo.